# Leo Zippin
Leo Zippin   (Nova York, 25 de gener de 1905 - Nova York, 11 de maig de 1995) va ser un matemàtic estatunidenc.

## Vida i Obra
Zippin a néixer a Nova York, fill de jueus russos immigrats el 1903. El 1917, en esclatar la Revolució Russa, la família es va traslladar novament a Rússia, ja que el pare era un defensor dels treballadors d'idees socialistes. Zippin va interrompre els estudis secundaris que havia començat a Nova York, però aviat el pare es va desencantar i van decidir tornar als Estats Units. Després d'un llarg viatge pel Pacífic, la família es va tornar a assentar a Filadèlfia, on Zippin va poder acabar els estudis secundaris. El 1922 va començar els estudis universitaris a la universitat de Pennsilvània, en la qual es va doctorar el 1929 sota la supervisió de John Robert Kline.
Durant els anys de la Gran Depressió, en no trobar feines estables, va treballar a diferents institucions docents, fins que el 1938 va obtenir una plaça de professor de matemàtiques al Queen's College de Nova York (avui adscrit a la City University of New York), on va romandre fins a la seva jubilació el 1971, amb una absència durant la Segona Guerra Mundial en que va treballar pel Laboratori de Recerca en Balística dels Estats Units.
Zippin va ser el pare de la historiadora i crítica literària Nina Baym i de l'advocada de drets civils Vivian Narehood.
Zippin és recordat sobretot per haver resolt, juntament amb Deane Montgomery, el Cinquè Problema de Hilbert el 1952, en el seu llibre Topological transformation groups on exposaven les característiques dels grups localment compactes quasi-connectats.
El 1962 també va publicar un instructiu llibre titulat Uses of Infinity.